# Mieczysław Rutkowski
Mieczysław Andrzej Rutkowski (ur. 2 stycznia 1934 w Białymstoku, zm. 9 listopada 2020 tamże) – polski działacz powojennego podziemia antykomunistycznego oraz opozycji w okresie PRL.
Od listopada 1951 był związany z białostocką młodzieżową organizacją antykomunistyczną „Młody Las”, zaś w styczniu 1952 został aresztowany przez UB i następnie skazany na siedem lat więzienia. Został zwolniony na mocy amnestii w lipcu 1954, ale w ramach dalszych represji od października 1954 do września 1956 zmuszony był do pracy jako żołnierz-górnik w 6. Wojskowym Batalionie Górniczym w Kopalni Węgla Kamiennego „Wieczorek”. Był działaczem opozycji; w okresie stanu wojennego był działaczem struktur konspiracyjnego Regionu Białystok NSZZ „Solidarność”. Po transformacji systemowej był aktywnym działaczem kombatanckim. Był wieloletnim członkiem Zarządu Białostockiego Oddziału Związku Więźniów Politycznych Okresu Stalinowskiego w ramach którego piastował również funkcje wiceprezesa. 

## Wybrane odznaczenia
- Krzyż Kawalerski Orderu Odrodzenia Polski[1],
- Złoty Medal „Za zasługi dla obronności kraju”[1]